# Christophe Olol
Christophe Olol (ur. 30 sierpnia 1980) – piłkarz gwadelupski grający na pozycji bramkarza.

## Kariera klubowa
Christophe Olol jest obecnie zawodnikiem klubu US Sainte-Rose.

## Kariera reprezentacyjna
Do reprezentacji Gwadelupy Olol został powołany w 2011 na Złoty Puchar CONCACAF 2011. Dotychczas nie zdołał zadebiutować w reprezentacji.